# A Cantiga É Uma Arma (canção)
A Cantiga É Uma Arma é uma canção de José Mário Branco, publicada pela primeira vez em 1975 no LP A Cantiga é uma arma do GAC (Grupo de Acção Cultural - Vozes na Luta).

## História
A canção tem letra e música de José Mário Branco, que a compôs no ano de 1973 durante o seu exílio na cidade de Paris, por ocasião do festival "Jogos Florais da Imigração Portuguesa", organizado pelo jornal "O Salto" e pelo Movimento dos Trabalhadores Portugueses Emigrados.
A canção foi um enorme sucesso no festival, muito devido ao facto de a letra ter sido distribuída ao público do festival por José Mário Branco e, como resultado, a meio da sua atuação já a sala inteira cantava a canção em uníssono. A canção ficou em primeiro lugar no concurso musical do festival, porém o júri recusou atribuir o prémio a José Mário Branco, alegando que «um verdadeiro revolucionário não pode utilizar a expressão "eu não sabia"».
A canção foi publicada pela primeira vez em 1975 no LP homónimo editado pelo grupo musical GAC, fundado em 1974 depois da Revolução dos Cravos por José Mário Branco, Fausto, Afonso Dias e Tino Flores. O álbum foi depois reeditado em CD no ano de 2010. Ambas as edições contam com arranjos musicais de Luís Pedro Faro nesta canção, entre outras.
A canção tornou-se num dos temas mais conhecidos do GAC, apresentando uma mensagem política de cariz revolucionário ("canto mole em letra dura nunca fez revoluções").

## Reconhecimento
Em 1976 José Luís Simões fez uma versão da canção "A Cantiga É Uma Arma" no LP Rockin' The Revolution, editado pela Orfeu.
Em 2007 a canção foi incluída na compilação O Melhor Da Música Portuguesa - Vol. 08 - Os Anos 70, publicada pela EMI - Valentim de Carvalho.
Em 2010 o grupo musical Homens da Luta lançou o álbum de estreia intitulado A Cantiga É Uma Arma.
Em 2014, o nome da canção serviu como título para o quarto álbum da banda de rock brasileira El Efecto. O refrão da canção é apresentado na última faixa do álbum, "Trova do vento que passa", que consiste numa versão da conhecida canção de resistência do guitarrista António Portugal, letra Manuel Alegre e interpretação de Adriano Correia de Oliveira.
Ainda em 2014 a banda portuguesa de punk-rock A Batalha fez uma versão da canção "A Cantiga É Uma Arma", que foi incluída no EP A batalha.